# Comunità ebraica di Padova

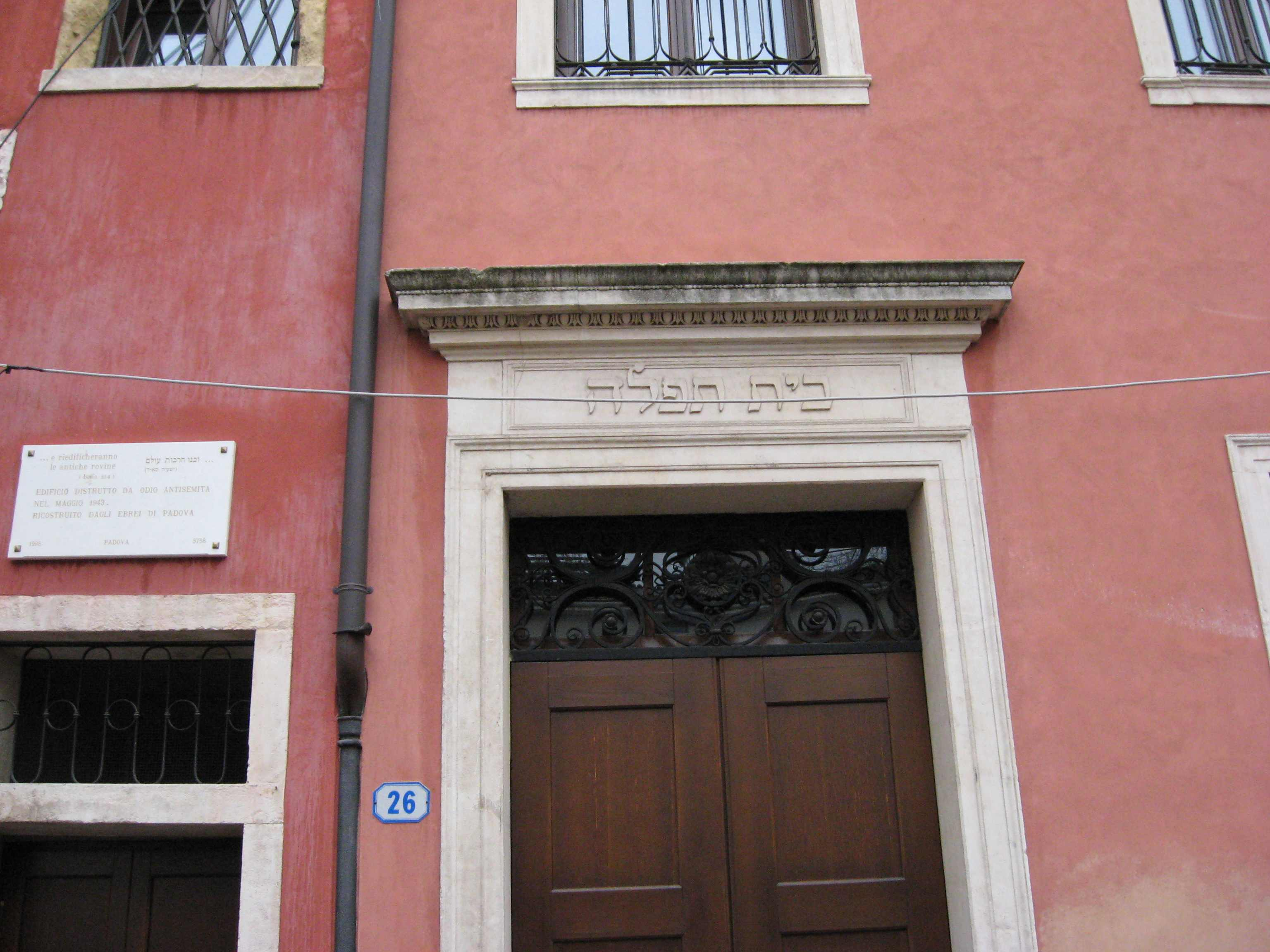
Ingresso della sinagoga.

La comunità ebraica di Padova è una delle ventuno comunità ebraiche italiane riunite nell'UCEI.
Comprendente anche la circoscrizione Rovigo, conta 200 membri ufficialmente iscritti.

## Storia
La prima testimonianza sulla presenza di un ebreo a Padova risale al 1289, ma solo dalla seconda metà del XIV secolo, con la prosperità economica dell'epoca carrarese, si può cominciare ad apprezzare uno stanziamento consistente. La comunità fiorì anche grazie all'Università che, a differenza di altri atenei, accettava studenti di qualsiasi religione.
In epoca medievale non esisteva un ghetto, ma gli israeliti si concentravano ugualmente in determinate zone. Inizialmente vivevano in contrada San Leonardo (attuale via Savonarola) in un'area chiamata Borgo Zodio, ma, a causa della sua posizione periferica, si trasferirono in una zona più centrale, presso porta Altinate. Nel Quattrocento Padova fu raggiunta anche da consistenti gruppi di askenaziti e di sefarditi, questi ultimi espulsi dalla Spagna nel 1492; si insediarono nel quartiere retrostante la chiesa di San Canziano.
Nel corso degli sconvolgimenti della guerra della Lega di Cambrai, tra i quali spicca l'assedio di Padova del 1509, gli ebrei preferirono spostarsi in una zona più interna della città, a sud di piazza delle Erbe. Fu proprio qui che nel 1603 venne istituito il ghetto, su modello di quello già esistente a Venezia: era chiuso di notte da quattro porte (perlopiù cancelli di legno) sorvegliate ciascuna da un ebreo e da un cristiano. A testimonianza di ciò, resistono ancora tracce dei cardini sul lato occidentale della chiesa di San Canziano e sulla parete di un edificio all'angolo tra via San Martino e Solferino e via Roma; in quest'ultimo punto si trovano anche due lapidi, una in latino e l'altra in ebraico, che ricordavano agli ebrei di ritirarsi nel ghetto dopo il tramonto. Le dimensioni del ghetto padovano erano risicate e corrispondeva solo in parte all'area che oggi è arbitrariamente denominata ghetto (ossia da via Roma a Piazza Duomo).
Le porte erano:
- Porta Santa Giuliana; dirimpetto al sagrato della chiesa di Santa Giuliana, all'inizio dell'attuale via San Martino e Solferino verso via Roma.
- Porta San Canziano; a metà dell'attuale via delle Piazze, dopo la chiesa di San Canziano.
- Porta Sant'Urbano; dopo il sagrato della chiesa di Sant'Urbano dopo l'attuale incrocio tra via San Martino e Solferino e via Dei Fabbri.
- Porta Santo Spirito; vicino alla Scuola dello Spirito Santo, all'inizio di via Dell'Arco verso via Marsala.

Le sepolture della comunità giudaica avvenivano nell'antica area di Borgo Zodio dove ancora si conservano gli antichi cimiteri. 
Le attività degli ebrei padovani erano limitate dalle restrizioni cui erano sottoposti. Molti si dedicavano alla strazzeria, ovvero al commercio di cose usate, altri erano argentieri. L'usura, un tempo assai praticata, venne loro vietata quando fu aperto il Monte di Pietà, nel 1491. Quanto ai luoghi di culto, esistevano tre sinagoghe, rispettivamente di rito tedesco (1525), italiano (1548) e spagnolo.
La comunità ebraica di Padova fu però nota soprattutto dal punto di vista culturale, in quanto sin dal 1460 fu sede di un'importante scuola talmudica dove insegnò, fra gli altri, il noto Meir Katzenellenbogen. Tra il Sei e il Settecento, inoltre, fu attivo un circolo cabalistico denominato "Mevakhshè haShem" cui presero parte Mošes Hayyim Luzzatto, Ya'akov Chazak e Moshe David Valle.
Il 28 dicembre 1737 la comunità ebraica patavina fu sconvolta da un omicidio: nei pressi della porta di San Canziano il dottor Simon Contarini fu colpito da una coltellata al cuore da Bonaventura Coen Bellinfante, che s'era innamorato della sua promessa sposa, Colomba Zara. 
Solo nel 1797, in seguito alla caduta della Repubblica di Venezia, agli ebrei vennero riconosciuti i pieni diritti civili e le porte del ghetto furono abbattute.
Nel 1829 Padova confermò la sua importanza per la cultura giudaica con la fondazione del convitto rabbinico del Regno Lombardo Veneto, considerato la prima scuola rabbinica moderna e modello per le più importanti istituzioni contemporanee del genere. Tra i suoi insegnanti, spiccano Samuel David Luzzatto, Lelio Hillel Della Torre e Eude Lolli.
Per quanto riguarda la demografia, la consistenza della comunità padovana ha subito nel tempo numerose fluttuazioni: se nel medioevo non superava le poche decine, nel periodo del ghetto si era stabilizzata in alcune centinaia; nell'Ottocento raggiunse un picco di 1400 unità, cui seguì una costante diminuzione giungendo, al momento delle leggi razziali fasciste del 1938, a circa quattrocento iscritti (857 furono però le persone colpite dalle Leggi razziali: 748 in Provincia di Padova e 109 in quella di Rovigo, ridottesi a 503 nel 1940). Dei quarantasette ebrei padovani deportati durante la Shoah solo tre tornarono.
Nel secondo dopoguerra gli ebrei padovani erano duecento, cifra che si è mantenuta costante sino ad oggi. Molte altre famiglie di fede ebraica non iscritte alla comunità risiedono tra le province di Padova e Rovigo. Come molte delle maggiori realtà universitarie dell'Italia centro-settentrionale, anche Padova richiama ogni anno per periodi di studio numerosi studenti di fede ebraica provenienti dall'estero. Negli ultimi anni c'è stata una simbiosi sempre maggiore con la vicina comunità ebraica di Venezia.

## Monumenti e luoghi d'interesse
Delle tre sinagoghe di cui disponeva la comunità oggi restano quella tedesca e quella italiana, entrambe risalenti alla prima metà del Cinquecento. La sinagoga tedesca, in via delle Piazze, fu il principale luogo di culto ebraico sino al 1943, quando venne incendiata dai fascisti; restaurata completamente nel 1998, oggi è sede del Museo della Padova Ebraica. La sinagoga italiana, in via San Martino e Solferino, è l'unica oggi regolarmente funzionante. Sussistono le tracce di una terza sinagoga, quella sefardita: una finestra esterna affacciata su via San Martino e Solferino.
Nel corso della sua storia la Comunità di Padova ha usufruito di sei diversi cimiteri; di questi ne sussistono quattro e solo uno, quello di via Sorio a Brusegana, è ancora utilizzato. Gli altri si trovano in via Wiel (visitabile su richiesta) e nelle vicine vie Campagnola e Canal.

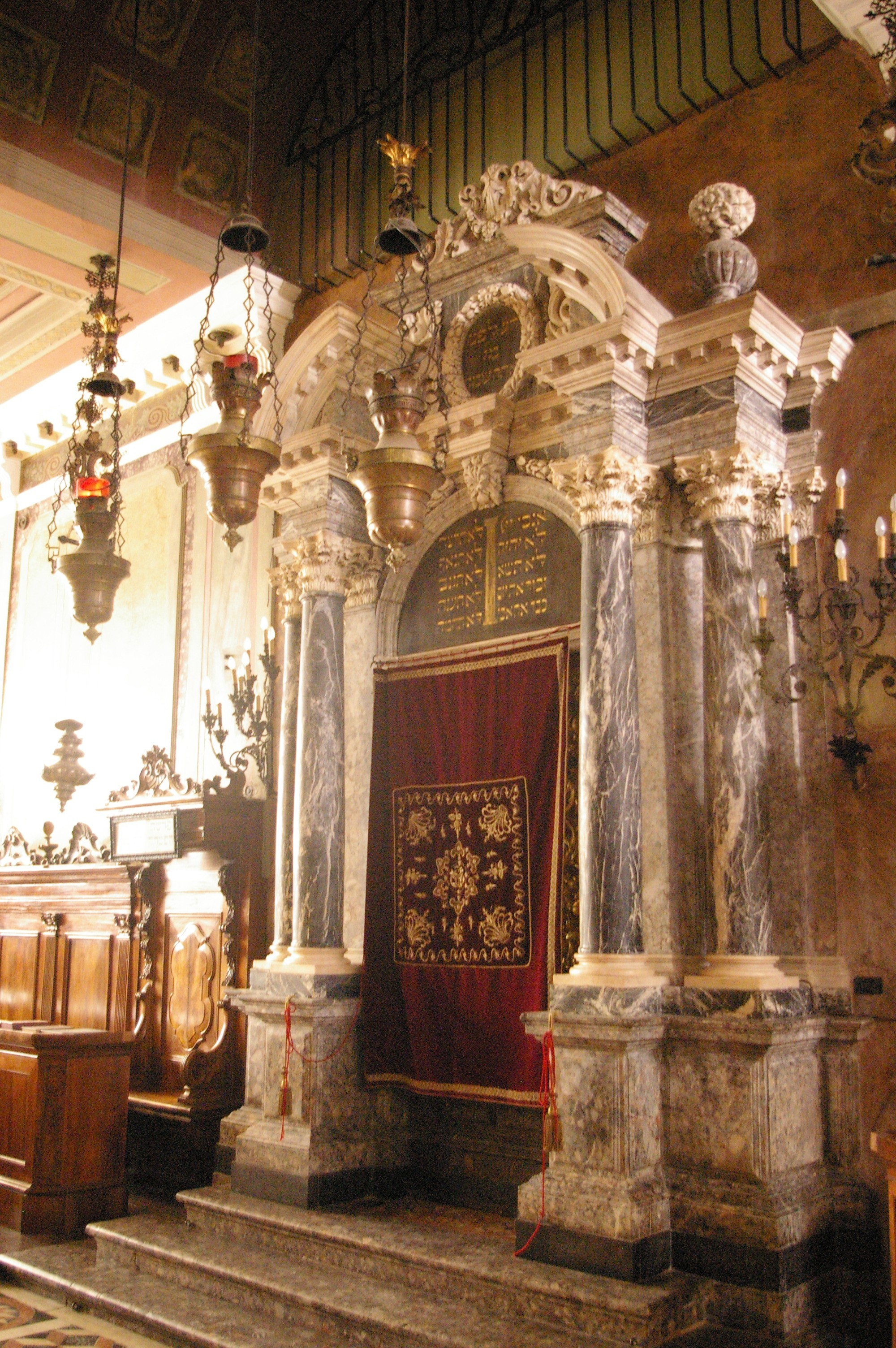
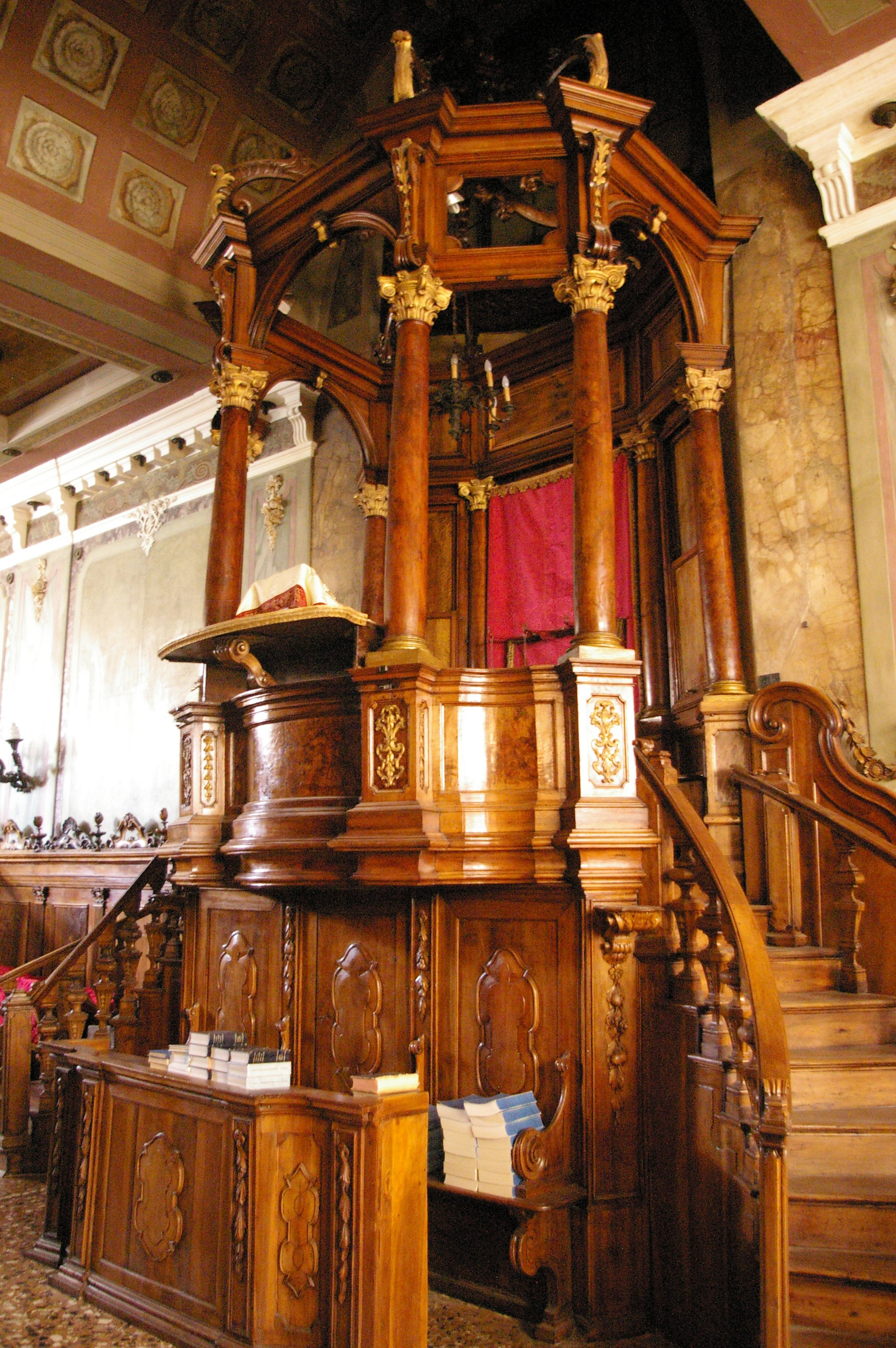
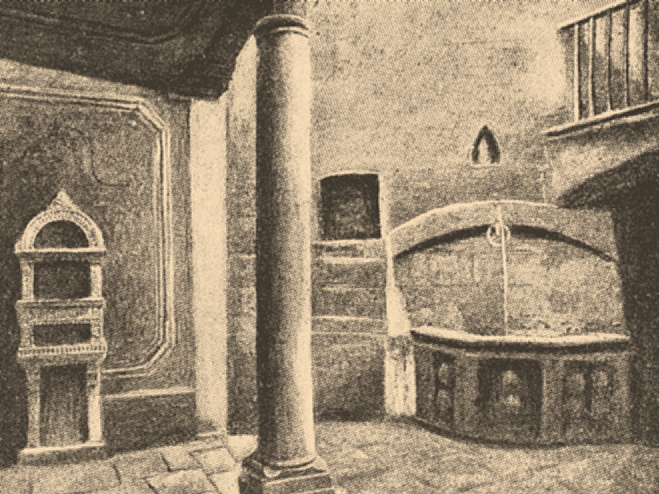
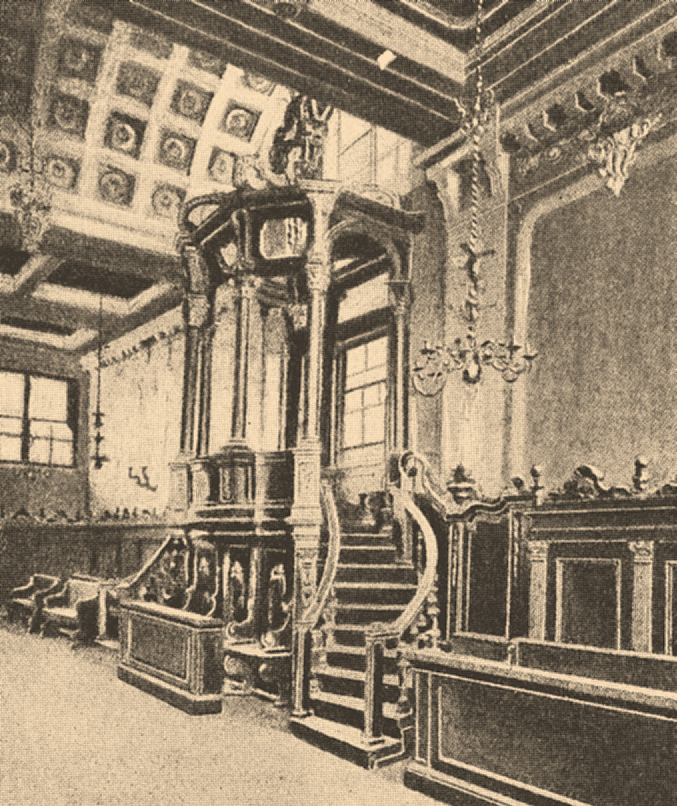
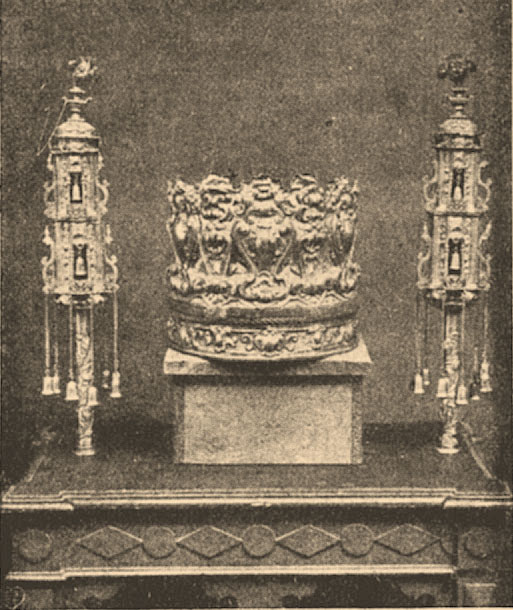
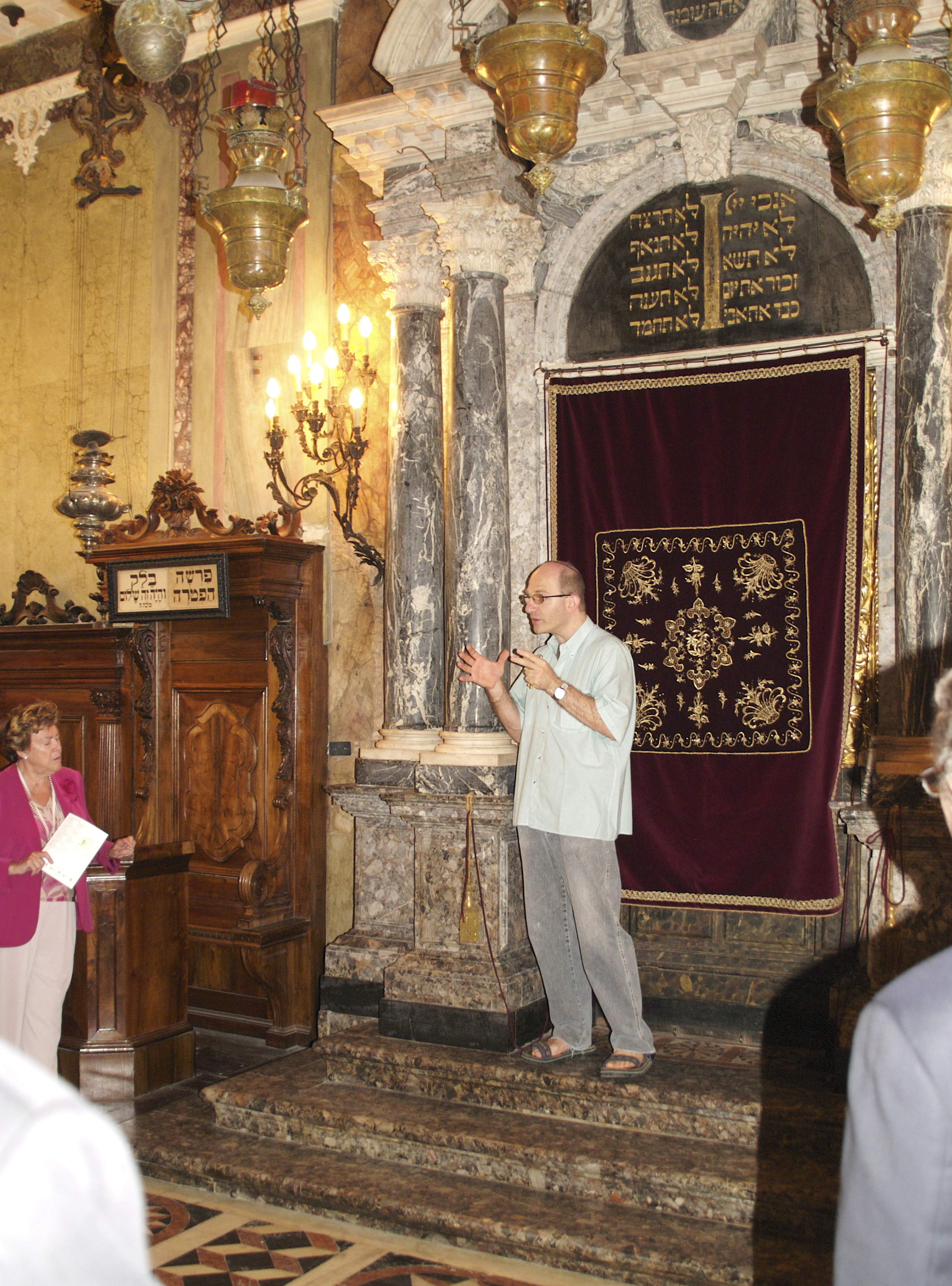
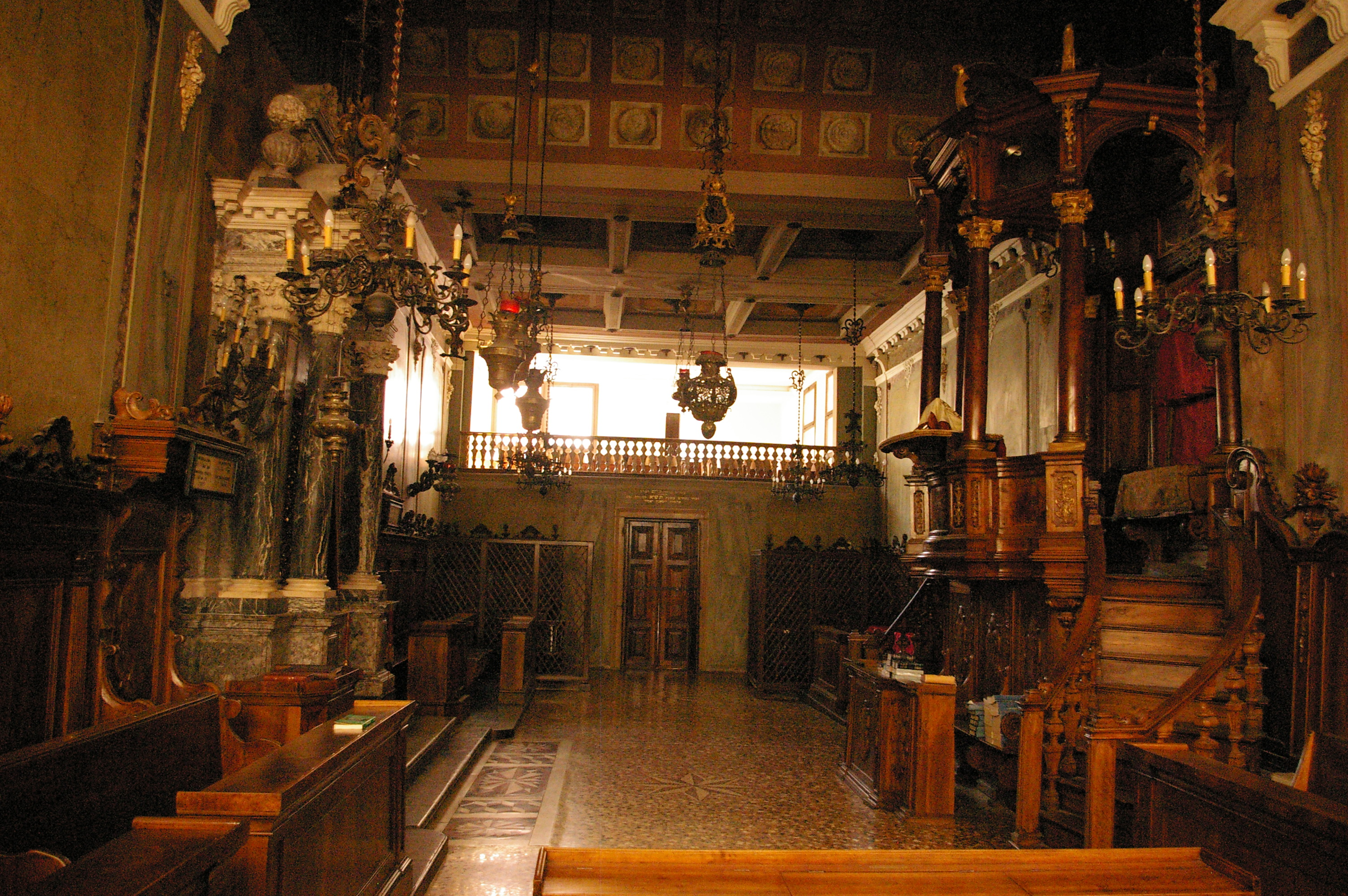
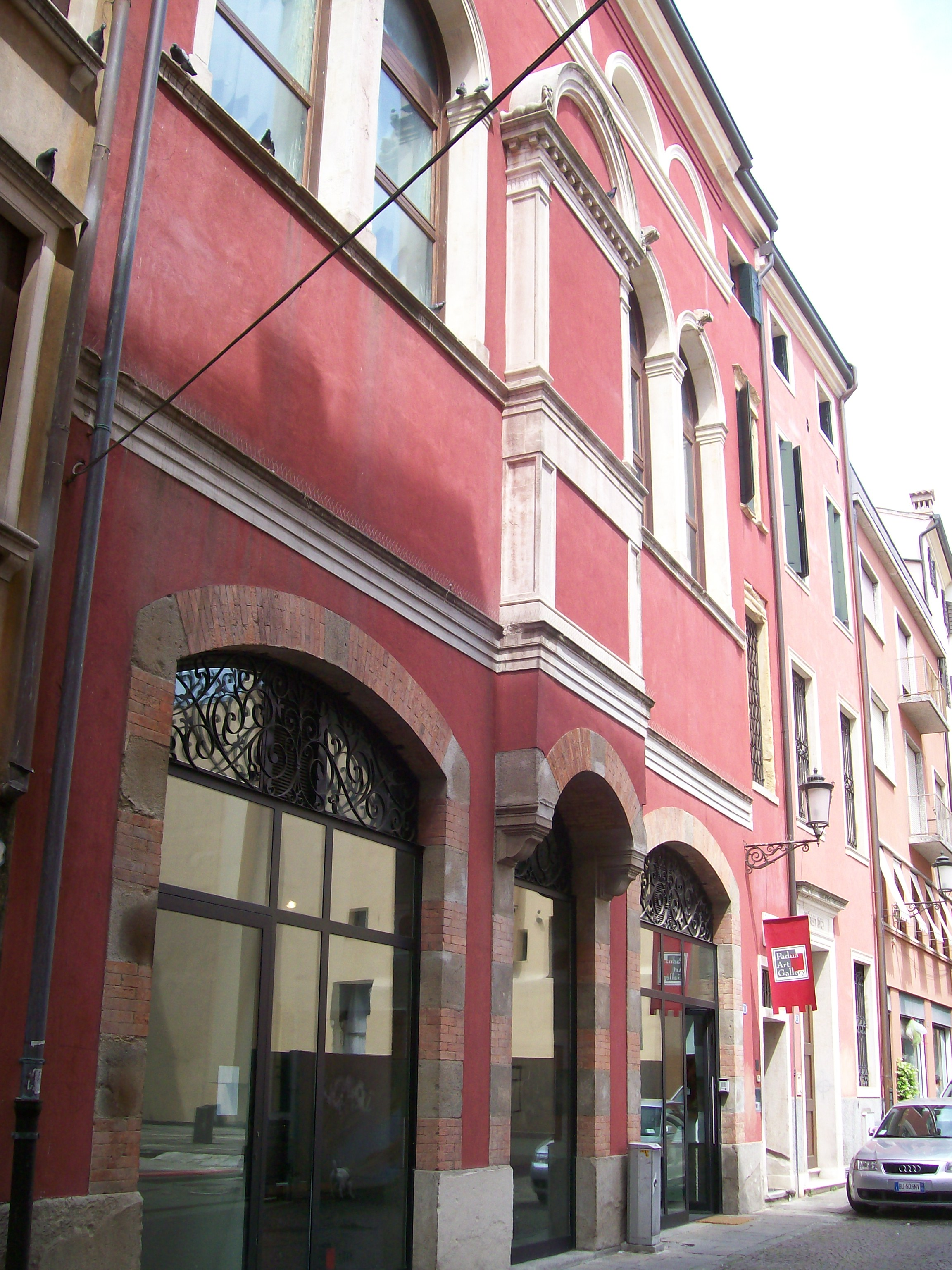